# Victoria kommun, Chile
Victoria är en kommun i Chile.   Den ligger i provinsen Provincia de Malleco och regionen Región de la Araucanía, i den södra delen av landet, 600 km söder om huvudstaden Santiago de Chile.
I omgivningarna runt Victoria växer i huvudsak blandskog. Runt Victoria är det glesbefolkat, med 19 invånare per kvadratkilometer.